# Amori in corsa
Amori in corsa (Chasing Liberty) è un film del 2004 diretto da Andy Cadiff.

## Trama
Anna, figlia del Presidente degli Stati Uniti d'America, è stanca dei continui controlli delle guardie del corpo ogni volta che esce con un ragazzo. Così durante una visita assieme alla famiglia a Praga, decide di scappare con l'amica Gabrielle. Le due vanno a un concerto con l'intenzione di partire per Berlino, ma il Presidente ha già mandato sul posto gli agenti Weiss e Morales. Nel tentativo di fuggire Anna incontra il giovane Ben; alla stazione i due sbagliano il treno e al posto di andare a Berlino arrivano a Venezia. Durante il viaggio si imbattono in Scotty McGruff, un ragazzo che cerca la sua donna del mistero, e in Eugenio, un gondoliere alle prime armi che dopo averli portati in giro per Venezia gratis li ospita a casa sua per la notte. La mamma li ospita con molta cortesia e simpatia, mettendo a loro disposizione la camera del figlio con un letto matrimoniale. Ben si rifiuta di sdraiarsi sul letto con la figlia del Presidente, offrendosi piuttosto di dormire sul pavimento, il che infastidisce Anna che invece fa di tutto per fargli capire di essere interessata a lui, arrivando a spogliarsi completamente sotto i suoi occhi e a distendersi al suo fianco. Il secco rifiuto di Ben raffredda bruscamente il rapporto tra il ragazzo e Anna, che si lamenta di non aver potuto perdere la verginità e, non riuscendo ad accettare di essere stata respinta, inizia a sospettare che Ben sia gay. Nel frattempo, gli agenti Weiss e Morales si dichiarano l'uno all'altra e si mettono insieme. Anna e Ben diretti in Austria, scoprono di essersi innamorati ma, giunti a Berlino, Anna scopre il segreto di Ben, ossia che è un agente della CIA ingaggiato per proteggerla. Sentendosi tradita, Anna decide di tornare nel suo Paese per andare a studiare all'università di Harvard ma, dopo aver saputo dal padre che Ben ha lasciato la CIA per dedicarsi a un lavoro che lo interessava maggiormente a Londra, decide di raggiungerlo. Giunta nella capitale britannica, riesce a trovare Ben e gli dichiara di essere ancora innamorata di lui. Il film termina con i protagonisti che si baciano.

## Colonna sonora
Il film ha come colonna sonora Vivi davvero, canzone della cantautrice Giorgia, nella parte di film ambientata a Venezia.
Nella scena del party all'aperto i ragazzi si scatenano al ritmo della hit Satisfaction del dj Benny Benassi.